# Bani Mathar
La tribu Bani Mathar (en arabe : بني مطهر , Les Fils de Mat'har) est une tribu d'origine maaqilite ayant un territoire vaste s'étendant au Maroc et en Algérie, ayant pour fief Aïn Beni Mathar.
 (février 2025).

## Origines
Certains Bani Mathar déclarent être d'ascendance chérifienne sulaymanides, du nom de son fondateur "Sulayman Ier", le frère d'Idris Ier, leur lignée est : 
Mathar ibn Ali ibn Yamal ibn Yadir (Yahya) ibn Abi al-Qasim ibn Abu Abdullah Muhammad ibn Abu Abbas Ahmed ibn Muhammad ibn Suleiman ibn Abdullah Al-Kamel ibn Hassan al-Muthana ibn Hassan Al-Sebt ibn Ali ibn Abu Taleb ibn Abd al-Muttalib ibn Hashim
D'autres affirmation remonte leur origine aux Banu Maaqil, et donc ne serait pas d'ascendance cherifienne.

## Histoire
À l'intronisation de la dynastie des Zianides à Tlemcen, les Bani Mathar et certaines tribus zénètes ont perdus leur hameaux, les Matharis seront tantôt allié des Dawi Ubayd'Allah de Banu Maqil, et des Beni Amer. En 1754, une division s'opère dans la tribu entre deux beys, à cette époque la tribu est uniquement en Algérie, la fraction ayant supporté le perdant de ce conflit furent oppressé, ces derniers décidèrent alors de se réfugier au Maroc et d'implorer l'exil au sultan de l'époque, Moulay Abd'Allah ben Ismaïl, qui décide de les installés dans la région de "Ras al-Ain", qui deviendra Ain Beni Mathar.

### Période Coloniales
Les Banu Mathar, ayant leur territoire a cheval sur la frontière algero-marocaine, seront touché par le Traité de Lalla Maghnia et va séparé la tribu et des familles entières[réf. nécessaire].

## Composition tribal
La tribu Bani Mathar est divisée en plusieurs clans : 
- Awlad Sidi Abd al-Hakam
- Awlad Ben Aissa
  - Awlad Benabbou
  - Awlad Ali
  - Awlad Bennassr
  - Awlad M'hammed
  - Hawara
- Awlad Foqara
- Awlad Qaddour
  - Ula Daoud
  - Al-Hasasna
  - Al-Saadna
  - Al-Mahada
  - Awlad Haymar
- Awlad 'Atia
  - Awlad Jeloul
  - Awlad Anane
  - Awlad Mohamed
  - Al-Awashriya
  - Awlad Ziyan
  - Awlad Ziad
  - Awlad Mas'ud
  - Al-Ghawamis
  - Zahra
  - Al-Qawassim
- Awlad Omrane 
  - Awlad Omar
  - Al-Manawia
  - Awlad Amer
  - Awlad Ben Abd ar-Rahman
  - Awlad al-Eid
  - Awlad Rahmoun
  - Awlad Sadiq
  - Awlad Ben Aissa
  - Al-Raghawat
  - Awlad Boudna
  - Awlad Boumediene
  - Awlad Ibrahim
  - Awlad Bouqdra
  - Awlad Jedid
- Awlad Hamadi 
  - Awlad Ali ben Yahya
  - Awlad Ya'qub
  - Awlad Houri
  - Awlad Hammou
  - Awlad Mohamed
  - Al-Janabra
  - Al-Awashir

## Culture
La tribu est reconnue pour sa maîtrise de la poésie en langue bédouine.